# Spilosoma spilosomata
Spilosoma spilosomata là một loài bướm đêm thuộc phân họ Arctiinae, họ Erebidae.